# Maroussia Valero
Maroussia Valero Kotovich (San Petersburgo, 1885 – Madrid, 1955) fue una pintora e ilustradora de origen hispanorruso.

## Trayectoria
Hija de la soprano y aristócrata rusa Raia Kotovich y del tenor Fernando Valero Toledano, nació en San Petersburgo donde residía su familia cuando no estaban de gira; así su hermana Raia, cantante, nació en Milán y su hermano Fernando, escultor, nació en Sevilla.
Estudió con el pintor polaco Zionglinsky para pasar después a la Academia de Bellas Artes de Milán con el pintor Cesare Tallone.
Su primera exposición fueron cuatro pinturas en la Casa de Música de Maristany de Barcelona en 1909.
Tras la Revolución rusa de 1917, la familia se trasladó a Milán, donde expuso en la Mostra Annuale de la Società per le Belle Arti en el castillo Sforzesco y en la Exposizione Nazionales di Belle Arti en la Academia di Brera.
En 1921, se trasladó a París y consiguió una mención honorífica en el Salón de Artistes Français realizando una exposición individual en el salón de la S.F.A.I. en mayo de 1922. Se convirtió en una afamada retratista de la alta sociedad parisina.
Manteniendo contacto con España en 1923, la revista Mundial publicó un dibujo de un busto femenino con mantilla y peineta aunque no se asentó en Madrid hasta 1925. Ese año, Valero expuso en la sala Easo de Madrid y, entre sus retratos, estaban los de los escultores Victorio Macho y Mariano Benlliure.
Celebró otra exposición individual en 1926 en el Museo de Arte Moderno y presentó su obra en la Exposición Nacional de Bellas Artes, colaborando al mismo tiempo con ilustraciones y portadas en la revista Blanco y Negro. En 1928, realizó otra exposición individual en el Lyceum Club Femenino. Entre sus amistades, estaba el escritor Federico García Lorca y el intelectual chileno Carlos Morla Lynch, que la recuerda en sus memorias.
En 1929, expuso en el Círculo de Bellas Artes 86 dibujos y pinturas, ante el éxito la fecha de clausura se prorrogó y culminó con un banquete de homenaje a la pintora. Entre los organizadores y asistentes estaba Mariano Benlliure, Ramón Pérez de Ayala, el doctor Pío del Río Hortega, del que realizó un retrato, y Carlos Morla entre otros.
Creó y dirigió una academia de pintura propia donde impartía clases, estudiando entre otras, Ana Helfant, crítica de arte chilena.
Ese mismo año participó en la Exposición de Pintoras españolas organizada por el periódico Heraldo de Madrid en la que participaban María de los Ángeles López Roberts y Marisa Roesset entre otras. Siguió exponiendo con gran éxito participando en una exposición en homenaje a los hermanos Álvarez Quintero y en una exposición de Arte Moderno en la Casa de los Tiros en Granada. Se trasladó a Los Ángeles donde residía su hermana y allí expuso en la Assistance League of Southern California donde mostró pinturas de gitanos y gitanas, flamencos y retratos de famosos personajes de Hollywood. En 1934 regresó a Madrid y entre sus pinturas destaca un retrato de Manuel de Falla con el que participó en la Exposición Nacional de Bellas Artes. En 1936 presentó un desnudo en la Exposición Nacional de Bellas Artes.
Durante la guerra civil española mantuvo su amistad con el embajador chileno Carlos Morla Lynch y realizó en su residencia el retrato de los cincuenta y tres asilados allí acogidos. Tras la guerra, en 1941 celebró una exposición en los salones del Hotel Palace de Madrid y en 1942 expuso en la sala Pallarés de Barcelona. Su hermana se trasladó a vivir con ella y ambas fallecieron víctimas de un escape de gas en su vivienda en 1955.

## Obra
Según el crítico de arte José Francés, sus cuadros eran «viriles interpretaciones de tema gitanesco» y según Méndez Casal «su brío y rotundidad acusan una interpretación viril».
Utilizó el dibujo, el pastel, los lápices de colores, el gouache y el óleo de factura abocetada en sus retratos, temas femeninos y sentimentales y tipos populares, reflejo de su fascinación por lo flamenco. Uno de sus más famosos cuadros fue En Kimono Chino. También destaca el retrato que hizo de Victorio Macho.

## Exposiciones

### Póstumas
- 2017 En la exposición colectiva celebrada en el Museo de Bellas Artes de Granada.[18]
- 2019 Dibujantas, pioneras de la Ilustración en el Museo ABC.[19]